# لوتشيانو كاسترو
لوتشيانو كاسترو (بالإسبانية: Luciano Castro)‏ هو ممثل أرجنتيني، ولد في 13 مارس 1975 ببوينس آيرس في الأرجنتين.

## وصلات خارجية
- لوتشيانو كاسترو على موقع IMDb (الإنجليزية)
- لوتشيانو كاسترو على موقع ألو سيني (الفرنسية)
- لوتشيانو كاسترو على موقع قاعدة بيانات الفيلم (الإنجليزية)
- لوتشيانو كاسترو على موقع كينوبويسك (الروسية)